# Смело сърце
Смело сърце (на английски: Braveheart) e епичен исторически игрален филм от 1995 г., режисиран от и с участие в главната роля на Мел Гибсън. Сценарият, а по-късно и роман по филма, е написан от Рандъл Уолъс. Гибсън играе в ролята на сър Уилям Уолъс, шотландски рицар от XIII век, който става известен, когато се превръща в лидер на Първата война за шотландска независимост чрез противопоставяне на крал Едуард I, известен също като Дългокракия („Longshanks“).
Филмът спечелва пет награди Оскар, включително за най-добър филм и най-добър режисьор и получава още пет номинации.

## Сюжет
В Британия през XIII век, след няколко години на политически вълнения в Шотландия, страната е отворена за нашествие от юг. Крал Едуард I (Патрик Макгухан), известен също като Дългокракия (Longshanks), решава да завладее Шотландия. След като напада Шотландия и спечелва войната до 1280 г., той дава области в Шотландия на своите благородници, които те ще управляват, наред с традиционните привилегии. Една такава привилегия е primae noctis, правото на лорда да вземе новоомъжена шотландка в леглото си и да прекара първата нощ с нея.
Уилям Уолъс (Мел Гибсън) израства в тази атмосфера на потисничество и страх, в която баща му и брат му са убити. Уолъс е отведен в чужбина от чичо си Аргайл (Брайън Кокс). Те пътуват из Европа и Уолъс се научава да чете, пише и говори латински и френски, както и да използва меча.
Когато се връща у дома, се влюбва в приятелката си от детство Мърън МакКланъг (Катрин Маккормак) и те се оженват тайно с надеждата да избегнат прекарването от нея на първата нощ в леглото на английския лорд.
Шотландците продължават да живеят под железния юмрук на жестоките закони на Дългокракия. Уолъс възнамерява да живее като фермер и да избегне протичащите „безредици“, но когато английски войник се опитва да изнасили Мърън, Уолъс надвива няколко войници и двамата се опитват да избягат. Селският шериф обаче пленява Мърън и публично я екзекутира, като отрязва гърлото ѝ, заявявайки „нападение срещу войниците на краля е същото като нападение срещу самия крал.“ За отмъщение Уолъс и няколко селяни избиват английския гарнизон, екзекутирайки шерифа по същия начин, по който той екзекутира Мърън.
След това Уолъс е принуден да се бие срещу англичаните и в отговор на подвизите му обикновените жители на Шотландия се вдигат на въстание срещу англичаните. С разпространението на легендата му хиляди шотландци от околните кланове доброволно се присъединяват към опълчението на Уолъс.
Уолъс води армията си в няколко успешни битки срещу англичаните, включително битката при Стърлинг на 11 септември 1297 и превземането на град Йорк. През цялото време Уолъс търси подкрепата на младия Робърт Брус (Ангъс Макфейдън), син на прокажения благородник и главен претендент за шотландската корона. Робърт обаче е доминиран от баща си – съзаклятник, който желае да осигури трона на Шотландия за сина си чрез подчинение на англичаните, въпреки растящото възхищение на сина му от Уолъс и неговата кауза.
Разтревожен от заплахата от бунта, Дългокракия се преструва, че изпраща френската принцеса Изабела (Софи Марсо), която да се опита да преговаря за мир с Уолъс. Принцеса Изабела е съпруга на принц Едуард (Питър Ханли), принца на Уелс и най-възрастен син на Дългокракия (бъдещият крал Едуард II). Кралят я изпраща, защото синът му е слабоволеви и няма достатъчно авторитет за да преговаря, но тя е силен лидер. Дългокракия също така знае, че ако Уолъс я убие, френският крал ще обяви война на Шотландия за отмъщение.
Изабел се среща с Уолъс, но след като е чувала за него преди и след като го среща лично, тя се влюбва в него и тайно му помага в боя. В крайна сметка тя и Уолъс правят любов, вследствие на което тя забременява.
За да продължи да се бие Уолъс се нуждае от шотандските благородници, които да допринесат войници и храна. Но Уолъс има проблеми с убеждаването на благородниците, че имат истински шанс да си върнат страната от англичаните. Благородниците се интересуват повече от собственото си благополучие, подпомагано от британски привилегии и подкупи, отколкото от благополучието на поданиците си. В крайна сметка двама от тези благородници, Локлан и Морни, предават Уолъс в кървавата битка при Фолкърк през следващата година, на 22 юли 1298 г., когато нова и по-голяма армия нахлува в Шотландия, водена от самия крал. Шотландците губят битката, а Уолъс почти загубва живота си, когато, в последен акт на отчаяние, той гневно се отделя от строя и се впуска в атака срещу краля с намерение да го убие лично. Той е пресрещнат от един от копиеносците на краля, който се оказва Робърт Брус, но в акт на разкаяние Брус успява да измъкне Уолъс от опасност точно преди да го пленят англичаните.
През следващите седем години Уолъс се крие и води продължителна „партизанска“ война срещу англичаните. За да се отплати на Морни и Локлан за предателството им, Уолъс брутално убива и двамата.
Робърт Брус се свързва с Уолъс, за да уреди среща, на която Брус има намерение да обяви намерението си да се присъедини към Уолъс и да даде войски за войната. Все още вярвайки, че има добро в благородничеството на страната си, Уолъс накрая се съгласява да се срещне с Робърт Брус в Единбург. Бащата на Брус обаче е направил заговор с другите благородници да се постави капан и Уолъс е хванат и предаден на англичаните. Научавайки за предателството на баща си, младият Робърт Брус се отрича от него. Изабел си отмъщава на смъртно болния крал, като тихо му признава, че е бременна с детето на друг и че ще прекрати линията на Дългокракия след смъртта му.
В Лондон Уолъс е изправен пред английските магистрати, осъден е в държавна измяна и след като отказва да признае, е осъден на екзекуция чрез публични мъчения и обезглавяване в Тауър. Въпреки че е полуобесен, разпънат, кастриран и изкормен жив, Уолъс отказва да се подчини на краля и да моли за милост. Впечатлени от смелостта му, гледащите лондончани започват да викат за милост и магистратът му предлага един последен шанс. Дръзкият Уолъс обаче използва последната си телесна сила, за да извика „Freedom!“ („Свобода!“). Точно когато ще бъде обезглавен, Уолъс вижда образа на Мърън в тълпата, усмихваща му се, преди да бъде нанесен ударът.

### Епилог
През 1314 г., девет години след смъртта на Уолъс, Робърт Брус, сега шотландски крал и все още терзаещ се за участието си в предателството на Уолъс, води шотландска армия и се изправя срещу церемониална линия от английски войници в полята на Банъкбърн, където англичаните пред своя нов крал ще го приемат като законен владетел на Шотландия. Точно когато ще тръгне за да приеме английската подкрепа, Брус се обръща към войските си. Призовавайки паметта на Уолъс, той подканва подчинените си да се бият с него, както са се били с Уолъс. Робърт тогава се обръща към английската линия и повежда атака срещу англичаните, като той и мъжете му викат „Уолъс! Уолъс! Уолъс!“, като нападат през полето. Това изненадва английските войници, които не очакват бой.
Филмът завършва с гласа на Мел Гибсън, казвайки, че шотландците са отвоювали свободата си в тази битка.

## Продукция и приемане
Филмът е сниман в Шотландия и Ирландия, където в бойните сцени участват ирландски резервисти.
Филмът генерира огромен интерес към историята на Шотландия по света, както и в самата Шотландия. Пресъздаването на битката при Стърлинг се счита за една от най-добрите батални сцени в кино историята. През 2005 г. допитване от британско филмово списание Empire, поставя Смело сърце на № 1 място в списъка с „10-те най-лоши най-добри филми“.
На конференция за Смело сърце, проведена през 1997 в Стърлинг, в деня след гласуването за децентрализация на Шотландия от Лондон и на която присъстват 200 делегати от целия свят, авторът на Braveheart Рандъл Уолъс, Сеорас Уолъс от клана Уолъс, шотландския историк Дейвид Рос и Блайтин ФицДжералд от Ирландия изнасят лекции по различни аспекти на филма. Няколко от актьорите също присъстват, включително Джеймс Робинсън (Младият Уилям), Андрю Уейр (Младият Хамиш), Джули Остин (младата булка) и Мейри Калви (Младата Мърън).

## Исторически неточности
Крал Едуард I никога не е въвеждал обичая primae noctis („правото на първата нощ“), а всъщност има малко исторически доказателства, че такъв обичай въобще някога е съществувал. Описанието на битката при Стърлингския мост показва шотландците изправени срещу англичаните на равно поле, а всъщност тя се провежда при мост, където превъзхожданите по численост шотландци концентрират силите си над скупчените при прекосяването на моста англичани. Когато Уолъс умира принцеса Изабела е на десет годишна възраст, като се омъжва за Едуард II три години по-късно, т.е. тя няма как да се е срещала с Уолъс. Робърт Брус не е присъствал на бойното поле при Фолкърк и никога не е предавал Уолъс. Крал Едуард I умира през 1307 г. – две години след екзекуцията на Уолъс.
През 2009 г. филмът се класира на второ място в списъка на „най-неточните исторически филми“ в The Times.
Филмът е бил обвиняван в англофобия и ксенофобия, включително от списание Economist.

## Саундтрак

### Braveheart(1995)
1. Main Title (2:51)
2. A Gift of a Thistle (1:37)
3. Wallace Courts Murron (4:25)
4. The Secret Wedding (6:33)
5. Attack on Murron (3:00)
6. Revenge (6:23)
7. Murron’s Burial (2:13)
8. Making Plans/ Gathering the Clans (1:52)
9. „Sons of Scotland“ (6:19)
10. The Battle of Stirling (5:57)
11. For the Love of a Princess (4:07)
12. Falkirk (4:04)
13. Betrayal & Desolation (7:48)
14. Mornay’s Dream (1:15)
15. The Legend Spreads (1:09)
16. The Princess Pleads for Wallace’s Life (3:38)
17. „Freedom“/The Execution/ Bannockburn (7:24)
18. End Credits (7:16)

## „Смело сърце“ в България
| Озвучаващи артисти | Силвия Лулчева Петя Абаджиева Димитър Герасимов Петър Върбанов Иван Танев Георги Георгиев-Гого |

| Режисьор на дублажа | Михаела Минева                                                                       |
| Озвучаващи артисти  | Гергана Стоянова Нина Гавазова Васил Бинев Чавдар Монов Христо Узунов Калин Сърменов |

| Озвучаващи артисти  | Петя Абаджиева Елисавета Господинова Васил Бинев Светозар Кокаланов Силви Стоицов Христо Узунов |
| Преводач            | Илияна Велчева                                                                                  |
| Тонрежисьор         | Цветомир Цветков                                                                                |
| Режисьор на дублажа | Димитър Кръстев                                                                                 |